# Yoreïzé Koira
Yoreïzé Koira (auch: Yéreïzé Koira, Yéreïzé Kouara, Yoreïsé Koiré, Yoreïza Koira, Yoréizé Kouara, Youreïzé Koira) ist ein Dorf in der Landgemeinde Namaro in Niger.

## Geographie
Das von einem traditionellen Ortsvorsteher (chef traditionnel) geleitete Dorf liegt am rechten Ufer des Flusses Niger. Es befindet sich rund 18 Kilometer südöstlich des Hauptorts Namaro der gleichnamigen Landgemeinde, die zum Departement Kollo in der Region Tillabéri gehört. Zu den Siedlungen in der näheren Umgebung von Yoreïzé Koira zählen Yonkoto stromaufwärts im Nordwesten, Namardé Goungou auf einer vorgelagerten Flussinsel im Nordosten und Bangou Koirey stromabwärts im Südosten.
Yoreïzé Koira ist Teil der Übergangszone zwischen Sahel und Sudan. Die durchschnittliche jährliche Niederschlagshöhe beträgt hier zwischen 400 und 500 mm.

## Geschichte
Der staatliche Stromversorger NIGELEC elektrifizierte das Dorf ab 2012.

## Bevölkerung
Bei der Volkszählung 2012 hatte Yoreïzé Koira 2440 Einwohner, die in 283 Haushalten lebten. Bei der Volkszählung 2001 betrug die Einwohnerzahl 1404 in 174 Haushalten und bei der Volkszählung 1988 belief sich die Einwohnerzahl auf 1495 in 183 Haushalten.

## Wirtschaft und Infrastruktur
Es werden Rinder für die Milchproduktion gehalten. Die landwirtschaftlichen Aktivitäten sind durch Übernutzung und Versandung der Böden beeinträchtigt. Es gibt eine Schule im Dorf. Durch Yoreïzé Koira verläuft die 214,1 Kilometer lange Nationalstraße 4 zwischen der Hauptstadt Niamey und der Staatsgrenze zu Burkina Faso.